# KkStB 193 sorozat
A kkStB 193 sorozat egy C n2t jellegű szertartályosgőzmozdony-sorozat volt a császári és Királyi Osztrák Államvasutaknál (kkStB). A kkStB 193.01-02 pályaszámú mozdonyokat eredetileg a Böhmische Commercialbahnen (BCB), a kkStB 193.16-18 pedig a Kremstalbahn (KTB) szerezte be, onnan került a kkStB-hez a vasutak államosításakor.

## kkStB 193.01–02 (BCB)
A BCB IIIKa sorozatát mindössze két Krauss linzi gyártású, C tengelyelrendezésű szertartályos mozdony képezte. A nevük VŠESTAR és MIRÖSCHAU volt. A kkStB-nél 193.01-02 pályaszámokat kaptak. Mindkét mozdonyt 1913-ban selejtezték.

## kkStB 193.16–18 (KTB)
A Kremstalbahn  IV sorozata 3 C tengelyelrendezésű Krauss müncheni építésű szertartályos gőzmozdonyból állt. A nevük LINZ,  KREMSMÜNSTER, és KIRCHDORF volt.
A három kis belsőkeretes, külső vezérlésű mozdonyt 1881, 1882 és 1883-ban építették. A kkStB 1902-ben átvette a KTB üzemeltetését, majd 1906-ban államosították a vasúttársaságot. A kkStB 1904-ben előbb 93-16-18, majd 1905-ben 193.16-18 pályaszámokat adott a mozdonyoknak.

## Fordítás
- Ez a szócikk részben vagy egészben  a   kkStB 193 című német Wikipédia-szócikk fordításán alapul.  Az eredeti cikk szerkesztőit annak laptörténete sorolja fel. Ez a jelzés csupán a megfogalmazás eredetét és a szerzői jogokat jelzi, nem szolgál a cikkben szereplő információk forrásmegjelöléseként.